# Fuad Ibrahim
Fuad Ibrahim (Dire Daua, 15 agosto 1991) è un ex calciatore etiope con cittadinanza statunitense, di ruolo attaccante.

## Palmarès

### Club
- Canadian Championship: 2

Toronto FC: 2009, 2010